# 1,3,8-三羟基蒽醌
1,3,8-三羟基蒽醌（英語：1,3,8-Trihydroxyanthraquinone）是一种有机化合物。它是多种三羟基蒽醌异构体中的一种，通过用羟基（OH）基团取代三个氢原子衍生自蒽醌。
该化合物存在于某些微生物和南美植物Senna reticulata的木材的酒精提取物中，在当地民间医学中用于治疗肝脏问题和风湿病。除其他产品外，该提取物还含有大黄酚（1,8-二羟基-3-甲基蒽醌）、大黄素甲醚（1,8-二羟基-3-甲基-6-甲氧基蒽醌）、芦荟大黄素（3-甲醇-1,8-二羟基蒽醌）、lunatin（3-甲氧基-1,6,8-三羟基蒽醌）、大黄素（6-甲基-1,3,8-三羟基蒽醌）和大黄酚-10,10'-联蒽酮。
该物质溶于乙醇和氯仿，但不溶于正己烷，熔点为283°C。